# Glostrupbanen
Die Glostrupbanen war die erste eigens für diesen Zweck angelegte Motorsport-Rennstrecke in Dänemark. Sie lag in der Nähe der heutigen Kommune Glostrup bei Kopenhagen.

## Geschichte
Nachdem erste Autorennen in Dänemark um 1920 zu einem wachsenden Widerstand gegen die auf öffentlichen Straßen ausgetragenen Rennen führten, wurden Pläne gefasst, eine erste permanente Rennstrecke in Dänemark zu errichten. Eine Delegation des dänischen Automobilverbandes besuchte im Vorfeld die englische Brooklands-Strecke, um sich dort Anregungen für den Bau zu holen. 1921 wurde eine Aktiengesellschaft für den Bau gegründet und im Herbst 1921 wurde ein 44 Hektar großes Gelände für den Bau der Strecke gefunden.
Die Bahn wurde am 12. August 1922 eröffnet. Bereits am ersten Tag war bei einem Motorrad-Rennen das erste Todesopfer zu beklagen. Noch in der ersten Saison kam auch der sehr aktive und bekannte Motorradfahrer Albert Petersen bei einem Unfall auf der Rennstrecke ums Leben. Für die Saison 1923 wurden eine neue Tribüne mit einem Restaurant für die Zuschauer und ein neuer Kampfrichterturm gebaut. Im Jahr 1925 fuhr der amerikanische Geschwindigkeitsrekordhalter Paul Anderson in Glostrup einen Rundenschnitt von 141 km/h auf einer Indian. 
Konkurrenz erwuchs der Bahn durch neue Strecken, die den Zuschauern auch eine bessere Sicht auf die Rennen boten. Eine zusätzliche Wirtschaftskrise im Jahr 1925 führte zu einem großen Defizit und 1926–1927 gab es überhaupt keine Aktivitäten auf der Rennbahn. Die Bahn wurde geschlossen und die Einrichtungen zum Verkauf angeboten. Am 24. Juni 1928 wurden mit dem „Farrisløbet“ ein letzter Wettbewerb auf der Bahn abgehalten. Nur 7 Fahrer nahmen daran teil. Das Rennen wurde vom schwedischen Fahrer Gunnar Kalén in einer Zeit von 11 Minuten und 30 Sekunden für 12 Runden = 20 Kilometer (104 km/h) gewonnen.
Das Gelände der Bahn ist heute urban überbaut.

## Streckenbeschreibung
Eine 1666 Meter lange, 40 Meter breite Dirttrack-Ovalbahn mit bis zu 2 Meter hohen Kurven konnte sowohl für Auto- als auch für Motorradrennen genutzt werden. Die Strecke war rundherum von einem Erdwall umgeben, um zu verhindern, dass die Fahrer über den äußeren Rand hinausfuhren. Der Belag der Strecke bestand aus hartem, von Dampfwalzen verfestigtem Lehm und erlaubte Geschwindigkeiten, die weit über die damaligen Fahrfähigkeiten von Motorrädern und Autos hinausgingen.

## Veranstaltungen
Die nordische Rennserie um den „Farrispokal“ wurde erstmals 1924 auf der Bahn in Glostrup ausgetragen und vom Dänen Georg Hansen gewonnen, der den Sieg 1925 an gleicher Stelle wiederholte.
1925 fanden auch internationale Motorrad-Wettbewerbe auf der Bahn statt.